# قرة نودة (بدرانلو)
قرة نودة (بالفارسية: قره‌نوده) هي قرية تقع في إيران في قسم بدرانلو الريفي. يقدر عدد سكانها بـ 202 نسمة بحسب إحصاء 2016.